# Лео Ігве
Лео Ігве (англ. Leo Igwe нар. 26 липня 1970) — нігерійський активіст, захисник прав людини, колишній представник Міжнародного гуманістичного та етичного союзу Західної і Південної Африки. Спеціалізується на документуванні наслідків обвинувачень дітей у чаклунстві.

## Біографія
Ігве виріс на південному сході Нігерії. У віці 12 років Ігве поступив до семінарії і почав вчитися на католицького священика. Але згодом, 24-річний Ігве пішов з семінарії і переїхав в Ібадан. Ігве закінчив університет Калабар (Calabar) з вченим ступенем з філософії.
Лео Ігве став молодшим науковим співробітником в Міжнародній Вищій Школі африканських досліджень університету Байройта, його проектом стало вивчення матеріалів справи за звинуваченням у чаклунстві в північній Гані.
Восени 2000 року в щоквартальному журналі Free Inquiry вийшла стаття, в якій Ігве перерахував методи, за допомогою яких релігійні екстремісти в Нігерії вибирають місцеве самоврядування і використовують його для дотримання релігійних законів, що перешкоджають відстоювання прав людини.
У 2004 році в журналі «Скептик» Лео Ігве пише про те, що в Нігерії сучасна віра в чаклунство призводить до ритуальних вбивств і людських жертвопринесень. Він зазначає, що жінкам і дітям зазвичай приписується практика «темної» магії. Чоловіків же частіше відносять до власників здібностей «білої» магії.
У 2010 році будинок Ігве був захоплений солдатами і поліцією, які «розслідували фіктивне звинувачення у вбивстві». Це звинувачення, імовірно, було зроблено людиною, якого Ігве намагався залучити до відповідальності за вчинення сексуальних злочинів проти 10-річної дівчини в 2006-му році. Згідно з доповіддю, з початку роботи над цим випадком зґвалтування Ігве був заарештований три рази, що спонукало Девіда Поллока (президенту Європейської Гуманістичної Федерації) написати тодішньому віце-президенту Нігерії Гудлаку Джонатану лист на захист Ігве.
Наприкінці серпня 2010-го двоє невідомих увірвалися в будинок Ігве і напали на його батька. В результаті побиття батько отримав «травми в області обличчя і голови», внаслідок чого одне око довелося ампутувати. Після того, як поліція відмовила в порушенні розслідування, випадком зайнялася організація Міжнародна амністія.
11 січня 2011 року за спробу врятувати двох дітей, які стали жертвами звинувачення в чаклунстві в штаті Аква-Ібом на півдні Нігерії, Ігве був «ув'язнений і побитий співробітниками поліції». Пізніше Ігве був звільнений без висунення звинувачень.
Лео Ігве займав керівні позиції в організаціях — Нігерійський Гуманістичний Рух і Центр Досліджень — Нігерія.
У 2012 році Лео Ігве став науковим співробітником в Освітньому фонді Джеймса Ренді.
У 2012 році, Ігве написав «Маніфест для Скептичної Африки», який отримав схвалення декількох громадських активістів в Африці, а також підтримку скептиків різних частин світу.